# Tintageli vár

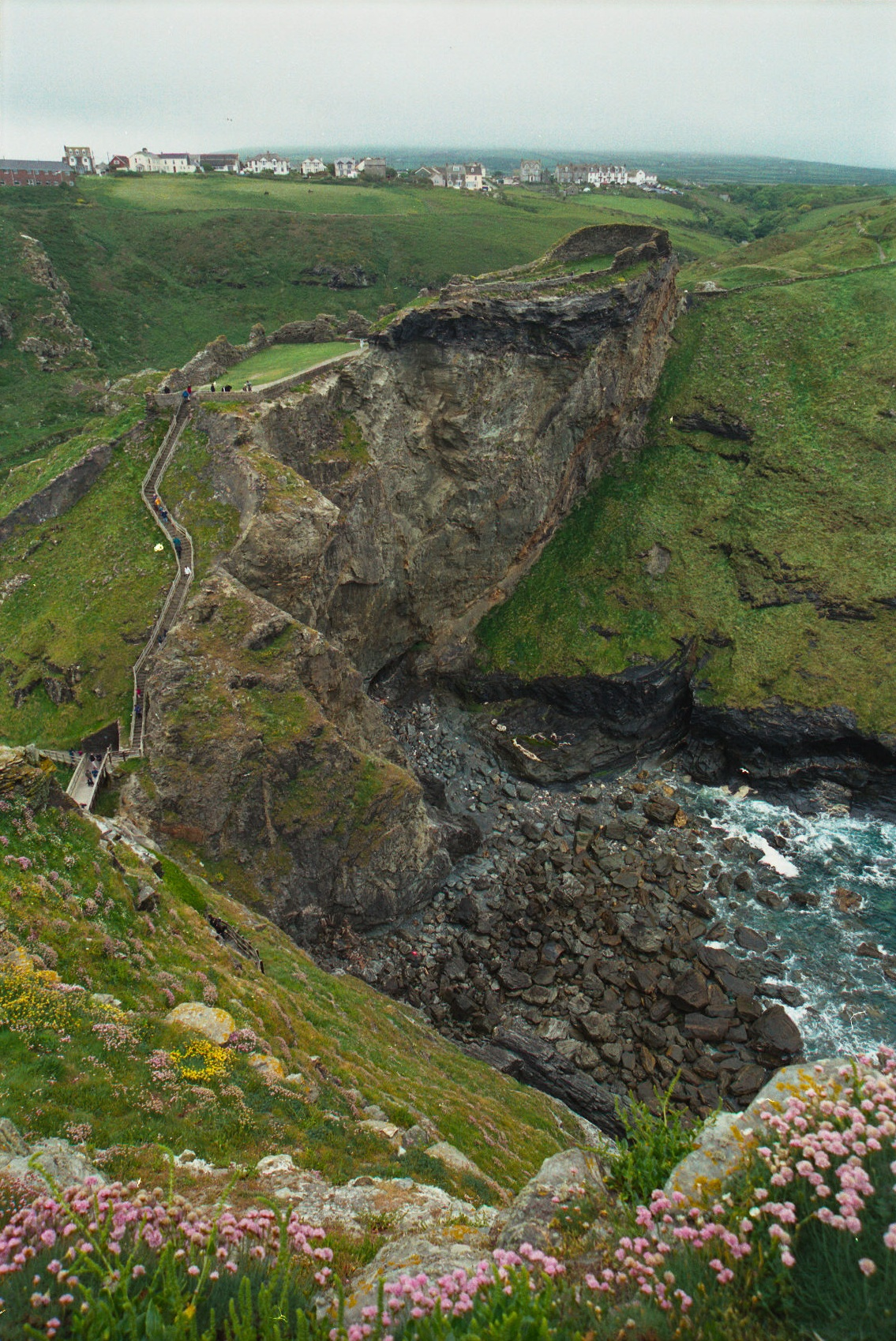
Kilátás a tintageli vár romjaira. A távolban lehet látni a falu egy részét.

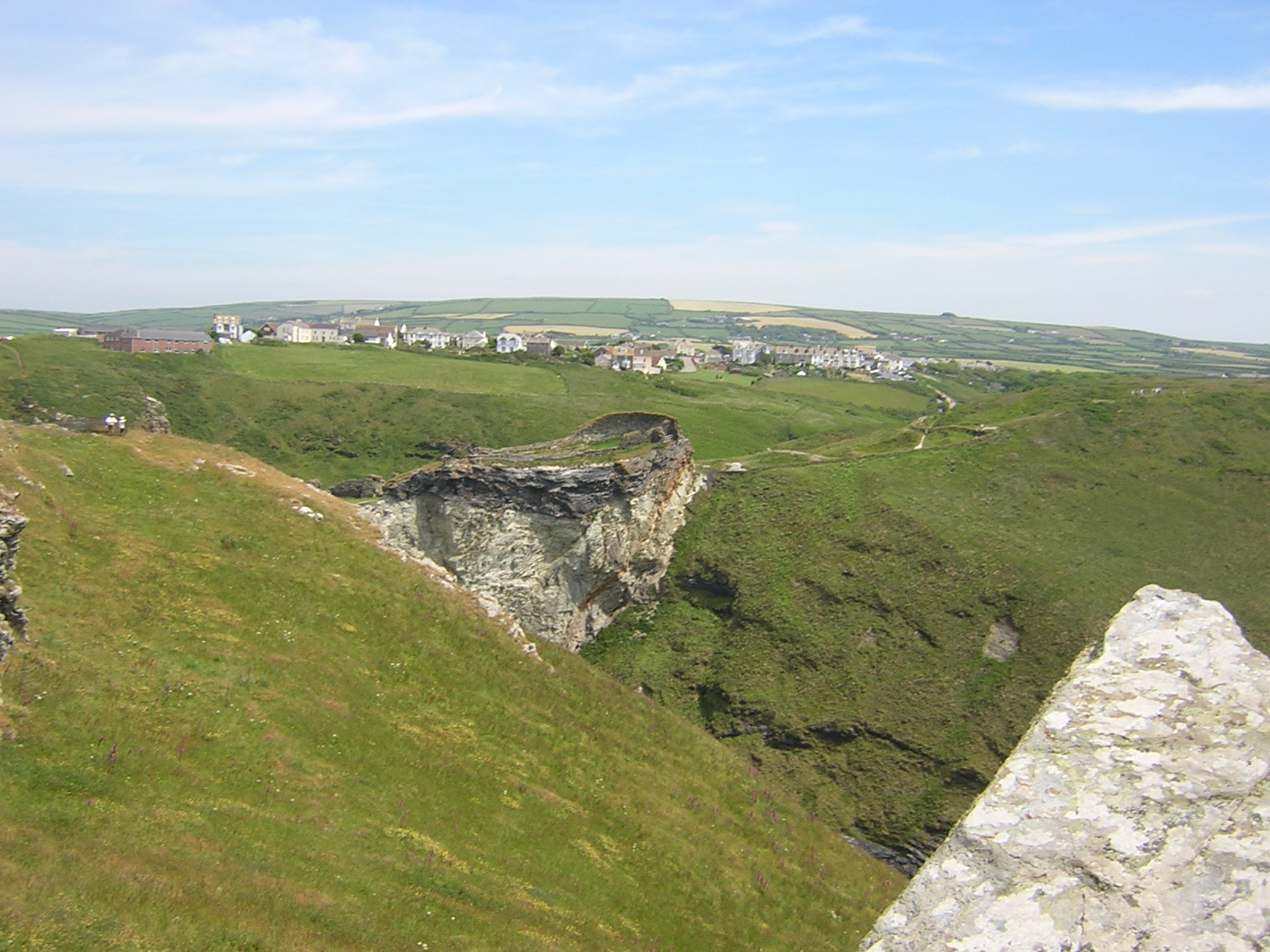
Egy másik látkép a vár tetejéről

A tintageli vár egy erődítmény volt a Tintageli csúcson (Cornwall, Nagy-Britannia), ma már csak a romjai vannak meg.
Régen a helyén egy római település állt, de a ma látható várrom eredetije a 13. században épült. Általában a köztudat összekapcsolja az Artúr király körül kialakult legendákkal, és így ma egy népszerű turisztikai célpont, amit az English Heritage kezel.

## Története

### Római település
Cornwallt nagyrészt érintetlenül hagyta a római megszállás, de maradtak fenn érmék és fazekasok által készített tárgyak töredékei, ami azt mutatja, hogy a területet a 3. vagy a 4. században elfoglalták. Két római kilométerkő jelzi, hogy erre út haladt és lehet, hogy a település neve valamikor Durocornovium volt.

### A kora középkor települése
A rómaiak kivonulása után a kelták erődöt építettek ezen a helyen. Gyakran gondolják azt, hogy ez Dumnonia uralkodóinak nyári lakhelye volt. Egy 700 körül íródott krónika megemlíti Purocoronavist (valószínűleg Durocornovium maradványait), mint erőddel körbevett cornovii települést. (Nem azonosított, de valószínűleg a tintageli vagy a carn brea-i várra vonatkozik). Későbbi legendák szerint ebben az időben a korni királyoknak itt volt az udvartartásuk.

### Reginald, Cornwall grófja
Reginald de Dunstanville 1223-ban részben az Artúr-mondakör, részben, mivel a legenda szerint a korni királyok régen itt laktak, ide építtette várát. A várt régies stílusban építették, hogy még idősebbnek tűnjön. Azt remélte, hogy így elnyeri a gyanakvó kívülálló cornwalliak bizalmát. A várnak nem volt valós stratégiai értéke.

### Hanyatlása
A Reginaldot követő grófokat nem érdekelte a vár, s azt a megye vezetőjére hagyták. Egyre inkább hagyták pusztulni, míg az 1330-as években a nagyterem tetejét elbontották. Innentől fogva a várból rom lett.

### Viktoriánus kor
Ekkor alakult ki a kapcsolat Artúr király és a rom között, s így turisztikai látványosság lett. A település neve az 1850-es évekig Trevena volt, s ekkor az utazási kedv felkeltése miatt választották azt a nevet, ami kapcsolatot teremt a falu és a legendakör között.

## Artur-kori legendák
Geoffrey of Monmouth a XII. században azt állította, hogy a Tintagel Headnél álló vár volt az a hely, ahol Uther Pendragon király elcsábította Igraine cornwalli királynőt, míg férje, Gorlois, valahol máshol egy ostromban vett részt. Így fogant meg Artúr király és Alfred Tennyson szerint itt is született a király. A későbbi, Artúrhoz kapcsolódó történetekben a vár a király fő szálláshelye volt, aki Trisztán nagybátyja és Iseult férje volt. Ők egymást titokban jegyezték el. Egy közeli barlangot Merlin barlangjának hívnak. A barlang nevét Artúr varázslójáról, Merlinről kapta.

## Régészeti felfedezések
A középkorban egy kelta erődítmény állt itt. Az 1930-as években Ralegh Radford vezetésével végzett első ásatások manapság sok kritikát kapnak, leginkább azért, mert az ásatás dokumentálása nem felel meg a modern elvárásoknak. Radford maradandó felfedezést tett, mikor úgy gondolta, Tintagel valójában egy kelta monostor, és nem egy Artúr korából származó hely. Az 1980-as évek közepén egy tűzeset Tintagelben a fennsíkon erőteljesen erodálta a területet, és a Radford által leírtnál jóval több vált láthatóvá. 1998-ban egy tévesen "Artúr kövének" nevezett követ fedeztek fel, ami újra felélesztette a legenda valóságtartalmának a reményét. A vár mai romja egy hegytetőn van, s onnét néz le a korni partokra. A tintageli vár egyike a Cornwall hercegének, Károly hercegnek a tulajdona, aki nem árulja el, mikor került a vár az English Heritage felügyelete alá. Ez az információ titok is marad, ugyanis a parlament hozott egy olyan határozatot, mely nem teszi lehetővé, hogy kérdést tegyenek fel a Hercegségről vagy az azzal összefüggő kérdésekről. 1997. július 16-án Andrew George liberális demokrata képviselő fel akart tenni egy kérdést a hercegséggel kapcsolatban, melyben az előbbi rendelet megakadályozta.

## Külső hivatkozások
- Tintagel várról információk az English Heritage-nél
- Képes útikönyv a Tintagel várhoz
- Tintagelről Archiválva 2015. november 5-i dátummal a Wayback Machine-ben
- Tintagel vár, és más, gyakran látogatott várak